# اوماررباری
اوماررباری (به لاتین: Umarerbari) یک روستا در بنگلادش است که در استان باریسال و در ناحیه پیروج‌پور واقع شده است.